# Callistethus waterstraati
Callistethus waterstraati är en skalbaggsart som beskrevs av Ohaus 1903. Callistethus waterstraati ingår i släktet Callistethus och familjen Rutelidae. Utöver nominatformen finns också underarten C. w. bawangensis.